# 31 janvier 1960
Le dimanche 31 janvier 1960 est le 31e jour de l'année 1960.

## Naissances
- Željko Šturanović (mort le 30 juin 2014), homme politique monténégrin
- Akbar Gandji, journaliste iranien
- Fernando Lorenzo, politicien uruguayen
- George Benjamin, compositeur britannique contemporain, également pianiste et chef d'orchestre
- Githu Muigai, procureur général de la république du Kenya
- Grant Morrison, scénariste de comics, de jeux vidéo, musicien, dramaturge, nouvelliste et essayiste écossais
- Luc Thériault, personnalité politique canadienne
- Marc Desgrandchamps, peintre et graveur français
- Marcel Guitoukoulou, politicien congolais
- Mariasela Álvarez, architecte et présentatrice de télévision dominicaine
- Rod Higgins, joueur de basket-ball américain
- Slavoljub Nikolić, joueur de football yougoslave
- Takeshi Matsumura, professeur, traducteur, chercheur et lexicographe japonais
- Thierry Lepaon, syndicaliste français
- Yuriy Burlakov, skieur de fond russe

## Décès
- Émile Lopez (né le 21 mai 1908), joueur de football français
- André Alerme (né le 9 septembre 1877), acteur français
- Auguste Herbin (né le 29 avril 1882), peintre français
- Heinrich Götz (né le 1er janvier 1896), général allemand
- Joseph-Wilbrod Dufour (né le 23 septembre 1882), prêtre catholique canadien
- Lowell Gilmore (né le 20 décembre 1906), acteur américain
- Maximilien Ramaekers (né le 22 mai 1890), homme politique belge